# Jansen-Werft

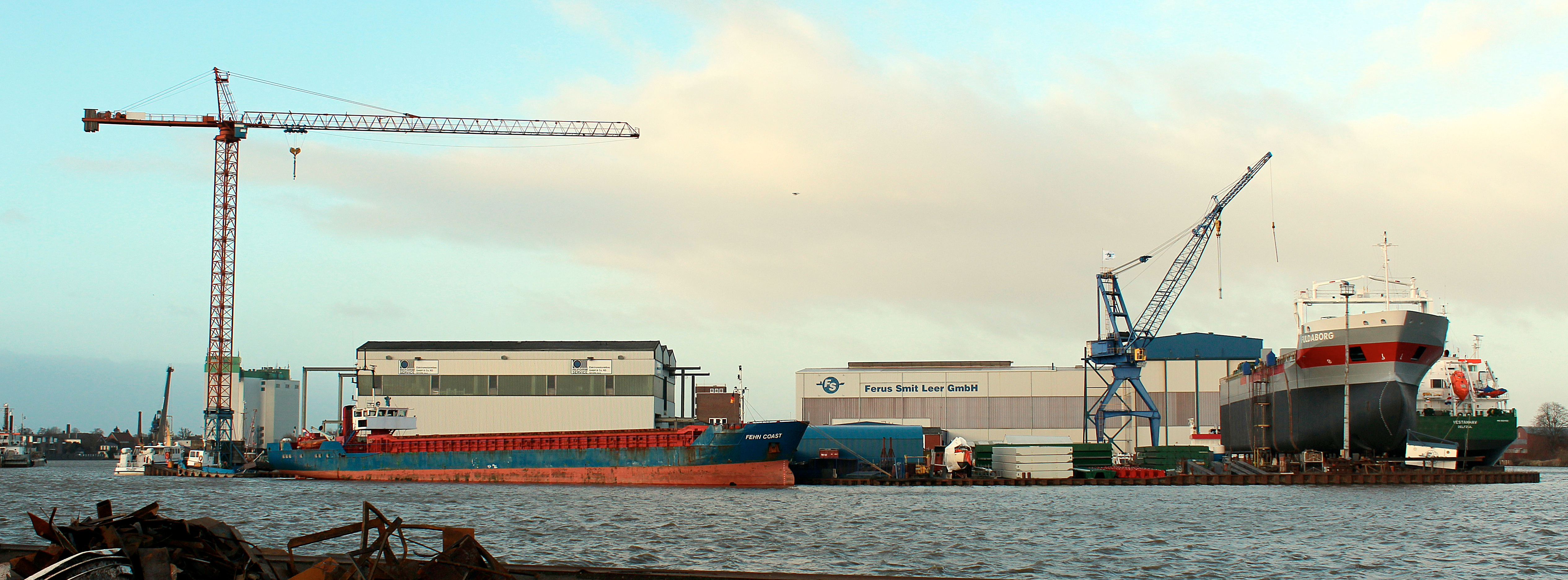
Ansicht der Werft als Ferus Smit Leer (2012)

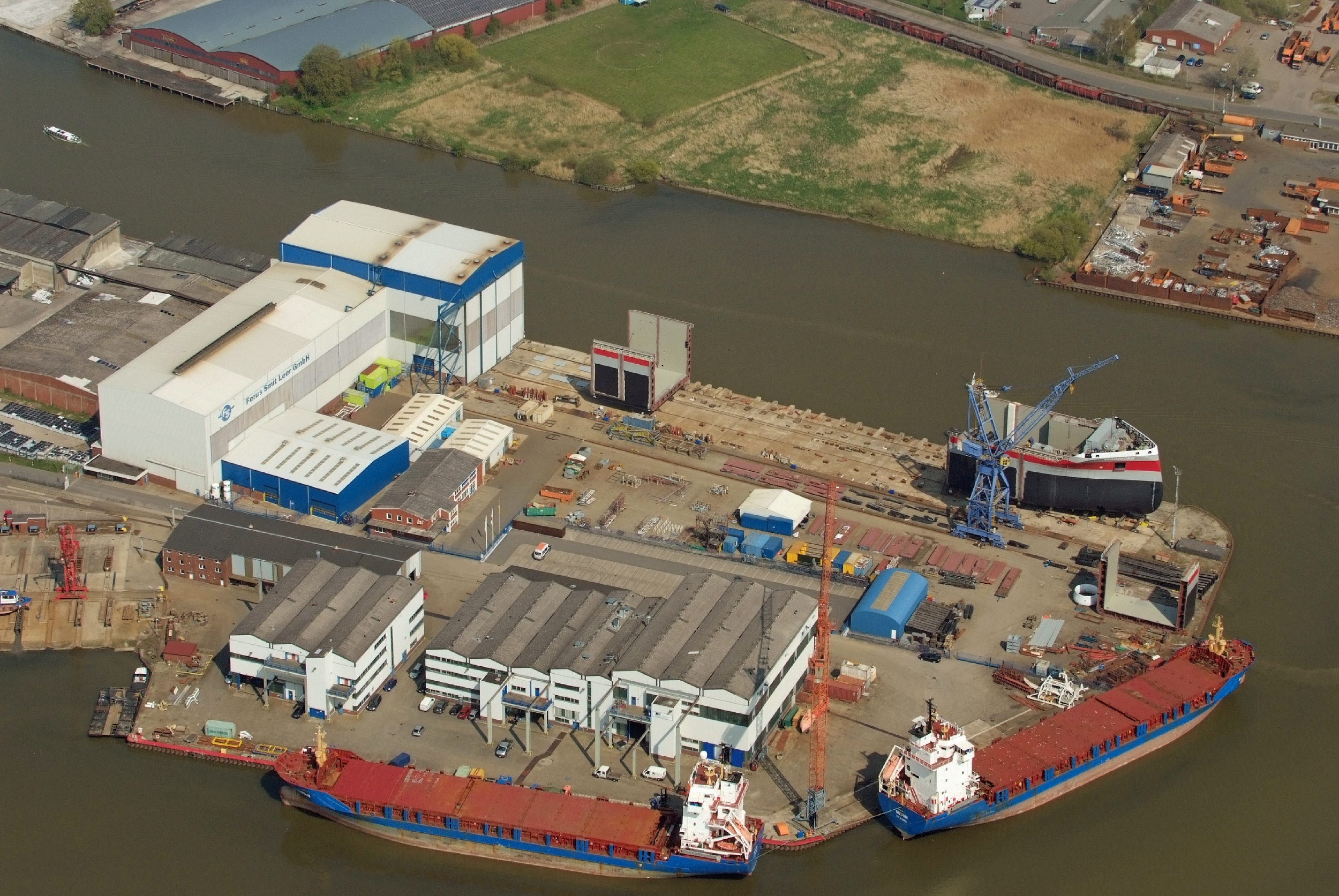
Luftbild der Werft 2013

Die Martin Jansen GmbH & Co. KG, Schiffswerft und Maschinenfabrik war eine Werft in Leer (Ostfriesland).

## Geschichte
Das Unternehmen wurde 1926 von Martin Jansen und Karl Kronenberg, beide Maschinenbaumeister der Emder Nordseewerke, in Westrhauderfehn gegründet und bis zur Insolvenz 1987 als Familienunternehmen geführt. Der Schwerpunkt lag zunächst auf der nachträglichen Motorisierung kleinerer Fahrzeuge der Fehnschifffahrt im Rahmen eines Nothilfegesetzes für Kleinschiffer seitens der Reichsregierung. Der erste Neubau war das 1927 erstellte Frachtmotorschiff Henriette. Es wurden aber auch Treidelkähne und aus den Niederlanden angekaufte Plattbodenschiffe für die hiesige Wattfahrt umgebaut und motorisiert. Darüber hinaus wurde auch anderweitiger Maschinenbau betrieben, wie beispielsweise die Motorisierung von Schöpfwerken und Windmühlen (für die auch neue Stahlflügel gebaut wurden). Kronenberg schied 1931 aus dem Unternehmen aus.
1950 zog die Werft nach Leer auf ein Gelände auf der Nesse um, wo Jansen in der Lage war, größere Schiffe zu bauen. Dazu diente zunächst eine bestehende, aber zwischenzeitlich zerstörte Slipanlage, die wiederaufgebaut wurde und zwei provisorische Hütten als Unterkunft und Lager. Die ersten beiden dort gebauten Einheiten waren zwei Weselmann-Kümos. Anfangs waren etwa 50 Mann beschäftigt und es konnten Schiffe bis zu einer Länge von 70 Metern und 720 Tonnen Eigengewicht aufgeslippt werden. Schon bald wurde zusätzlich das Schiffsreparaturgeschäft des Schmiedemeisters Reintsema übernommen und 1952 wurde der Slip auf 104 Meter verlängert 1953 starb der Firmengründer kurz nach der Übergabe auf der Werftprobefahrt des Neubaus Isabella. Das Unternehmen wurde durch seinen Sohn Kurt Jansen weitergeführt. In den 1950er und 1960er Jahren war die Werft vor allem für ihre „Paragraphenschiffe“, Küstenmotorschiffe, die die bestehenden Vermessungsrichtlinien möglichst weit ausnützten, bekannt. Nennenswert für diese Zeit sind hier besonders die Höegh Vedette, mit der der Exportschiffbau begann und die Holland-Serie, eine Baureihe von zehn Küstenmotorschiffen, die größtenteils im Auftrag niederländischer Reedereien gebaut wurden. Ende der 1960er Jahre wurden bereits 300 Mitarbeiter beschäftigt. Bald begann die Werft auch mit dem Bau einer großen Bandbreite von Spezialschiffen, insbesondere Offshore- und Forschungsschiffe, aber auch Fischereifahrzeuge, Schwergutschiffe oder Fährschiffe, und entwickelte zuletzt sogar Gas- und Chemikalientanker. 1974 wurde das Unternehmen mit 400 Mitarbeitern. in eine Kommanditgesellschaft umgewandelt und 1975 trat Kurt Jansens Sohn Ingo Jansen mit in das Geschäft ein. Im gleichen Jahr wurde in Leer eine auf 180 Meter Länge und 26 Meter Breite vergrößerte Seeschleuse Leer eingeweiht, wodurch im Folgejahr eine neue Querablaufhelling für Schiffe bis 150 Metern Länge errichtet werden konnte. Noch in den Jahren 1982 bis 1985 wurden trotz der Werftenkrise auf dem Werftgelände weitere großangelegte Bauabschnitte mit mehreren neuen Hallen und anderen Einrichtungen eingeweiht.
Obwohl die Werft mit inzwischen 500 Beschäftigten Ende 1986 noch über volle Auftragsbücher verfügte, musste im Mai 1987 aufgrund von Finanzschwierigkeiten durch einen im April geplatzten großen Neubauauftrag aus dem Iran Vergleich angemeldet werden. Daraufhin fehlten Neubauaufträge infolge der gestrichenen Kreditlinie der Banken und einer nicht gewährten Landesbürgschaft, so dass am 1. Juli 1987 schließlich Konkurs angemeldet werden. Hintergrund der Nichtgewährung der Landesbürgschaft war eine um etwa 7,5 Millionen D-Mark gefälschte Bilanz.
Das Unternehmen hatte in den 61 Jahren seines Bestehens über 190 Schiffe, darunter fast 160 Seeschiffe, mit insgesamt rund 160.000 BRT gebaut und abgeliefert.
- Siehe dazu: Bauliste der Jansen-Werft

## Nach dem Konkurs
In den Jahren nach dem Konkurs entspann sich zunächst ein Streit um den Fortbestand der Werft. Im November 1988 wurde zum einen die ehemalige Reedereiabteilung der Jansen-Werft als INO Schiffahrtskontor unter der Leitung von Ingo Jansen aktiviert, um Beratung und Vermittlung von Neubauprojekten anzubieten, zum anderen erwarben im November 1988 die Hamburger Anwälte Zenk, Tippenhauer und Osmer die Werft mitsamt Inventar, um dort einen Industriepark zu eröffnen. Später siedelten sich auf dem Werftgelände verschiedene metallverarbeitende Betriebe an. Die Slipanlage wurde einige Zeit als Reparaturwerft geführt und in einer Halle arbeitete einige Jahre die Bootswerft Leda Yachtbau. Im November 1996 zog die Schiffswerft Schlömer von Oldersum auf das Jansen-Gelände und arbeitete dort bis zur Schließung im Sommer 2002. Danach befand sich unter anderem die Nessewerft der Reederei Briese Schiffahrt auf dem Gelände, diese musste aber 2009 aufgrund des verringerten Auftragsvolumens im Nachgang der Finanzkrise ab 2007 wieder schließen. Heute nutzt das Westerbroeker Unternehmen Ferus Smit die Werftanlagen weiterhin als Schiffbaustandort.